# 森特维尔
森特维尔（英語：Centerville）是位于美国纽约州阿利根尼县的一个镇，地处该县的西北角。2010年美国人口普查时，该镇有822人。其面积为35.5平方英里，西部边界为阿利根尼县与卡特罗格斯县的县界，北部则是与怀俄明县的县界。